# Danh sách cầu thủ tham dự Giải vô địch bóng rổ thế giới 2023
Tại Giải vô địch bóng rổ thế giới 2023, mỗi đội công bố danh sách gồm 12 cầu thủ; mỗi đội có thể chọn một cầu thủ nhập tịch theo quy tắc của FIBA từ danh sách các đội.
Tuổi của các cầu thủ và câu lạc bộ mà các cầu thủ thi đấu sẽ tính đến ngày khai mạc của giải đấu vào ngày 25 tháng 8 năm 2023.

## Bảng A

### Angola
23 cầu thủ được triệu tập vào ngày 26 tháng 5 năm 2023 để chuẩn bị cho giải đấu. Danh sách cầu thủ được rút gọn vào ngày 23 tháng 8 năm 2023.

### Cộng hòa Dominica
30 cầu thủ được triệu tập vào ngày 27 tháng 7 năm 2023 để chuẩn bị cho giải đấu. Danh sách cầu thủ được rút gọn vào ngày 23 tháng 8 năm 2023.

### Philippines
21 cầu thủ được triệu tập vào ngáy 21 tháng 6 năm 2023 để chuẩn bị cho giải đấu. Tuy nhiên, danh sách này đã giảm xuống còn 16 do Carl Tamayo, Jordan Heading và Poy Erram rời đội vì chấn thương và người đại diện cho Utah Jazz bảo vệ cho Jordan Clarkson với tư cách là cầu thủ nhập tịch. Danh sách cầu thủ được công bố vào ngày 23 tháng 8 năm 2023.

### Ý
16 cầu thủ được triệu tập vào ngày 19 tháng 7 năm 2023 để chuẩn bị cho giải đấu. Danh sách giảm xuống còn 14 cầu thủ vào ngày 7 tháng 8 năm 2023. Danh sách 12 cầu thủ được công bố vào ngày 14 tháng 8 năm 2023.

## Bảng B

### Nam Sudan
14 cầu thủ được triệu tập vào ngày 27 tháng 7 năm 2023 để chuẩn bị cho hành trình lịch sử của bóng rổ Nam Sudan tại giải đấu. Danh sách 12 cầu thủ được công bố vào ngày 22 tháng 8 năm 2023.

### Serbia
20 cầu thủ được triệu tập vào ngày 24 tháng 7 năm 2023 để chuẩn bị cho giải đấu. Danh sách 12 cầu thủ được công bố vào ngày 22 tháng 8 năm 2023.

### Trung Quốc
18 cầu thủ được triệu tập vào ngày 13 tháng 6 năm 2023 để chuẩn bị cho giải đấu. Vào ngày 24 tháng 7 năm 2023, Hiệp hội bóng rổ Trung Quốc thông báo trung phong thuộc biên chế Câu lạc bộ NBA Minnesota Timberwolves Kyle Anderson chính thức nhập tịch, trở thành công dân và thi đấu cho đội tuyển quốc gia Trung Quốc. Danh sách rút gọn 12 cầu thủ được công bố vào ngày 22 tháng 8 năm 2023.

### Puerto Rico
14 cầu thủ được triệu tập cho giải đấu vào ngày 27 tháng 7 năm 2023. Danh sách 12 cầu thủ được công bố vào ngày 22 tháng 8 năm 2023.

## Bảng C

### Hoa Kỳ
Danh sách 12 cầu thủ được công bố vào ngày 6 tháng 7 năm 2023.

### Jordan
17 cầu thủ được triệu tập vào ngày 16 tháng 8 năm 2023. 4 ngày sau, danh sách rút gọn còn 12 cầu thủ được công bố để tham dự giải đấu.

### Hy Lạp
22 cầu thủ được triệu tập vào ngày 20 tháng 7 năm 2023 để chuẩn bị cho giải đấu. Vào ngày 13 tháng 8, danh sách giảm xuống còn 14 cầu thủ. 12 cầu thủ rham dự giải đấu được công bố vào ngày 19 tháng 8 năm 2023. Tuy nhiên, Dinos Mitoglou dính chấn thương nhẹ trước giải đấu và không thể tham dự giải đấu. Nhưng vì đã hết thời hạn công bố danh sách, Mitoglou không thể bị thay thế.

### New Zealand
14 cầu thủ được triệu tập vào ngày 31 tháng 7 năm 2023.

## Bảng D

### Ai Cập
20 cầu thủ được triệu tập vào ngày 1 tháng 8 năm 2023 để chuẩn bị cho giải đấu.

### México
24 cầu thủ được triệu tập vào ngày 13 tháng 7 năm 2023 để chuẩn bị cho giải đấu. Danh sách rút gọn còn 14 cầu thủ vào ngày 31 tháng 7 năm 2023 và công bố danh sách 12 cầu thủ vào ngày 22 tháng 8 năm 2023.

### Montenegro
24 cầu thủ được triệu tập vào ngày 12 tháng 6 năm 2023 để chuẩn bị cho giải đấu. Danh sách rút gọn còn 17  cầu thủ vào ngày 21 tháng 7 năm 2023.

### Litva
33 cầu thủ được triệu tập vào ngày 12 tháng 7 năm 2023 để chuẩn bị cho giải đấu. Danh sách giảm xuống còn 15 cầu thủ vào ngày 25 tháng 7 năm 2023. Danh sách 12 cầu thủ được công bố vào ngày 15 tháng 8 năm 2023.

## Bảng E

### Đức
18 cầu thủ được triệu tập vào ngày 12 tháng 6 năm 2023 để chuẩn bị cho giải đấu. Danh sách được rút gọn còn 14 cầu thủ vào ngày 7 tháng 8 năm 2023, và danh sách rút gọn được công bố vào ngày 10 tháng 8 năm 2023.

### Phần Lan
22 cầu thủ được triệu tập vào ngày 19 tháng 7 năm 2023 để chuẩn bị cho giải đấu. Danh sách 12 cầu thủ chính thức được công bố vào ngày 18 tháng 8 năm 2023.

### Úc
18 cầu thủ được triệu tập vào ngày 8 tháng 5 năm 2023 để chuẩn bị cho giải đấu. Danh sách được rút gọn còn 15 cầu thủ vào ngày 6 tháng 8 năm 2023, rồi tiếp tục rút gọn còn 13 cầu thủ vào ngày 9 tháng 8 năm 2023.

### Nhật Bản
25 cầu thủ được triệu tập vào ngày 19 tháng 6 năm 2023 để chuẩn bị cho giải đấu. Danh sách 12 cầu thủ được công bố vào ngày 21 tháng 8 năm 2023.

## Bảng F

### Slovenia
20 cầu thủ được triệu tập vào ngày 3 tháng 7 năm 2023 để chuẩn bị cho giải đấu. Danh sách 12 cầu thủ được công bố vào ngày 14 tháng 8 năm 2023.

### Cabo Verde
15 cầu thủ được triệu tập vào ngày 4 tháng 8 năm 2023 để chuẩn bị cho hành trình lịch sử tại giải đấu. Danh sách 12 cầu thủ được công bố vào ngày 23 tháng 8 năm 2023.

### Gruzia
19 cầu thủ được triệu tập vào ngày 12 tháng 7 năm 2023 để chuẩn bị cho giải đấu. Danh sách 12 cầu thủ được công bố vào ngày 16 tháng 8 năm 2023.

### Venezuela
21 cầu thủ được triệu tập vào ngày 18 tháng 7 năm 2023 để chuẩn bị cho giải đấu. Danh sách 12 cầu thủ được công bố vào ngày 23 tháng 8 năm 2023.

## Bảng G

### Iran
27 cầu thủ được triệu tập vào ngày 9 tháng 6 năm 2023 để chuẩn bị cho giải đấu. Danh sách cầu thủ giảm xuống còn 15 cầu thủ vào ngày 31 tháng 7 năm 2023. Danh sách 12 cầu thủ được công bố vào ngày 21 tháng 8 năm 2023.

### Tây Ban Nha
16 cầu thủ được triệu tập vào ngày 5 tháng 7 năm 2023 để chuẩn bị cho giải đấu với mục tiêu bảo vệ thành công chức vô địch. Ricky Rubio rút lui khỏi giải đấu do gặp các vấn đề về tinh thần vào ngày 5 tháng 8 năm 2023. Danh sách 12 cầu thủ được công bố vào ngày 19 tháng 8 năm 2023.

### Bờ Biển Ngà
31 cầu thủ được triệu tập vào ngày 15 tháng 6 năm 2023. Danh sách được rút gọn còn 13 cầu thủ vào ngày 12 tháng 8 năm 2023 và công bố danh sách 12 cầu thủ vào ngày 20 tháng 8 năm 2023.

### Brasil
25 cầu thủ được triệu tập vào ngày 21 tháng 6 năm 2023 để chuẩn bị cho giải đấu. Danh sách được giảm xuống còn 14 cầu thủ vào ngày 2 tháng 8 năm 2023. 12 cầu thủ tham dự giải đấu được công bố vào ngày 21 tháng 8 năm 2023. Raul Neto dính chấn thương trong trận đấu đầu tiên gặp Iran và phải nghỉ thi đấu đến hết giải.

## Bảng H

### Canada
18 cầu thủ được triệu tập vào ngày 13 tháng 7 năm 2023 để chuẩn bị cho giải đấu. Danh sách được giảm xuống còn 14 cầu thủ vào ngày 7 tháng 8 năm 2023. Danh sách 12 cầu thủ tham dự giải đấu được công bố 1 ngày trước giải đấu.

### Latvia
24 cầu thủ được triệu tập vào ngày 28 tháng 6 năm 2023 cho lần đầu tiên Latvia tham dự giải đấu. Danh sách được giảm xuống còn 14 cầu thủ vào ngày 16 tháng 8 năm 2023.
Danh sách 12 cầu thủ được công bố vào ngày 22 tháng 8 năm 2023.

### Liban
16 cầu thủ được triệu tập vào ngày 21 tháng 7 năm 2023 để chuẩn bị cho sự trở lại của đội tuyển này tại giải đấu sau 13 năm vắng bóng. Danh sách 12 cầu thủ được công bố vào ngày 23 tháng 8 năm 2023.

### Pháp
Danh sách 12 cầu thủ được công bố vào ngày 28 tháng 6 năm 2023. Tuy nhiên, Frank Ntilikina, dính chấn thương nặng, và được thay thế bởi Isaia Cordinier.

## Thống kê

### Các cầu thủ đại diện cho các hệ thống giải đấu
Hệ thống giải đấu có 13 cầu thủ trở lên đang thi đấu là những giải đấu được liệt kê
| Quốc gia                | Cầu thủ |
| ----------------------- | ------- |
| Euroleague Basketball a | 77      |
| / Hoa Kỳ/Canada b       | 69      |
| Tây Ban Nha             | 37      |
| Nhật Bản                | 19      |
| Ý                       | 18      |
| / Pháp/Monaco           | 17      |
| Đức                     | 17      |
| Hy Lạp                  | 17      |
| / ABA League            | 13      |
| Các giải đấu khác       | 151     |

 a  Vì Euroleague là một giải đấu đa quốc gia và tất cả các đội bóng thi đấu (không tịn Olympiacos) đều thi đấu tại các giải quốc nội nên tỷ lệ các cầu thủ sẽ trên 100.
 b  Bao gồm các cầu thủ thi đấu tại các giải NBA, NBA G League, Canadian Elite Basketball League, US NCAA và các đội đến từ các trường phổ thông tại Hoa Kỳ.

### Các cầu thủ đại diện cho các câu lạc bộ
Các câu lạc bộ có 6 cầu thủ đại diện than dự giải đấu là những câu lạc bộ được liệt kê.
| Câu lạc bộ             | Cầu thủ |
| ---------------------- | ------- |
| Al Riyadi              | 6       |
| Olimpia Milano         | 6       |
| Olympiacos             | 6       |
| Al Ahly                | 5       |
| Alba Berlin            | 5       |
| AS Monaco              | 5       |
| Bayern Munich          | 5       |
| Barcelona              | 5       |
| Minnesota Timberwolves | 5       |
| Orlando Magic          | 5       |
| Oklahoma City Thunder  | 5       |
| Panathinaikos          | 5       |
| Utah Jazz              | 5       |
| Virtus Bologna         | 5       |